# ニシムイ美術村
ニシムイ美術村（ニシムイびじゅつむら）は、米軍占領下の沖縄・首里市儀保町（現在の那覇市首里儀保町）において美術家集団が形成した生活共同体。1945年（昭和20年）の沖縄戦で荒廃した沖縄地域の芸術・文化の復興拠点の役割を果たした。

## 背景
沖縄県を含む南西諸島は、1945年の沖縄戦を経て米軍占領下に入ったが、統治に当たった米国軍政府関係者の中には、ジェームズ・ワトキンス少佐やウィラード・A・ハンナ大尉など、沖縄文化の保護育成に熱心な者がいた。彼らは沖縄諮詢会の下に文化部芸術課が設置されると、そこに「美術技官」の肩書きで芸術家たちを雇用し、後進の指導や展覧会の開催、その他米軍の注文に応じて風景画や風俗画を、さらにはクリスマスカードの制作を行わせた。

## 歴史
1948年、軍政府が南部へ移動することになると文化部が廃され、美術技官の仕事はなくなった。画家達は沖縄諮詢会の松岡政保工務部長の助けも得ながら、首里市儀保町にあった、通称「ニシムイ」（西森）と呼ばれる場所を新たな活動拠点として選び、そこに集まって移り住み、住居とアトリエを設けた。翁長直樹は、美術村が形成された背景には白樺派の新しき村運動などからの影響が考えられると指摘している。
集まったメンバーは東京美術学校出身者が主であった。彼らの作品では、米軍軍人やその家族の肖像画や風景画がよく売れたが、初期のころはタバコとの物々交換が多かった。その一方、夜は芸術上の議論を闘わせたという。
こうした流れの中から、戦災により荒廃した沖縄において芸術復興の動きが起こり、沖縄タイムス社の1周年事業として沖縄美術展覧会（沖展）の開催が実現した。なお、第1回沖展審査員にはニシムイ住人であった名渡山愛順・大城皓也・山元恵一も加わっている。
しかし、ニシムイ美術村が存続した時期については、1948年の台風の被害によりわずか1年程度で幕を閉じたとも、1970年の環状道路建設により土地が分断されるまで続いたともされ、諸説あり判然としない。

## 主要メンバー
- 名渡山愛順
- 山元恵一
- 金城安太郎
- 安谷屋正義
- 大城皓也
- 屋部憲
- 玉那覇正吉
- 具志堅以徳

など